# Siriella panamensis
Siriella panamensis är en kräftdjursart som beskrevs av W. M. Tattersall 1951. Siriella panamensis ingår i släktet Siriella och familjen Mysidae. Inga underarter finns listade i Catalogue of Life.